# Taira no Norimori
Taira no Norimori (japonais : 平教盛 たいら の のりもり) (1128 - 25 avril 1185) est le jeune demi-frère de Taira no Kiyomori et le beau-père de Fujiwara no Naritsune. Il est le quatrième fils de Taira no Tadamori. Durant la rébellion de Hōgen, lui et son frère soutiennent l'empereur Go-Shirakawa. À la bataille de Dan-no-ura au cours de la guerre de Genpei, il se suicide en se jetant par-dessus bord. Son frère ainé, Taira no Tsunemori, se suicide aussi.

## Source de la traduction
- (en) Cet article est partiellement ou en totalité issu de l’article de Wikipédia en anglais intitulé « Taira no Norimori » (voir la liste des auteurs).